# Sphynx
Sphynx je exoticky vypadající plemeno kočky domácí. Mnoho lidí odrazuje pohled na toto téměř bezsrsté plemeno (na její srsti se objevuje jemné chmýří, ale na dotek je kočka až sametová), ale jeho povaha je unikátní.

## Popis
Sphynx je kočka o střední velikosti. Tyto kočky jsou poměrně svalnaté. Jejich tělo je pokryto zvrásněnou kůží, která je velmi teplá. Srst, kterou mají velmi malou, je ovšem jemná a příjemná na dotek.
Dožívají se v průměru kolem 15 let. Vědecký výzkum ukazuje, že méně než 7 let.

## Povaha
Jsou velice inteligentní, přítulné, důvěřivé, hravé a přátelské. Vyžadují neustálou pozornost a jsou závislé na člověku. Pokud jsou příliš často o samotě, propadají stresu a poruchám chování. Snesou se i se psy nebo jinými kočkami.

## Barva
Sphynx se chovají v různých barvách. Je mnoho barevných variant, které se mohou mísit. Nejobvyklejší barvou je černá, čokoládová, červená, modrá a krémová. Velké oči, které mají tvar citrónu jsou většinou oranžové, modré nebo zelené. Vždy se barva očí musí shodovat s barvou kůže.

## Sphynx a alergie
Často se můžeme z různých zdrojů dozvědět, že sphynx jsou vhodné i pro lidi s alergií na kočky. To ale není úplně pravda. Alergen, který dráždí citlivé jedince, totiž nejsou jen kočičí chlupy, ale jedna složka kočičích slin. Proto bezsrsté kočky způsobují alergikům problémy, ale menší než ostatní plemena koček.

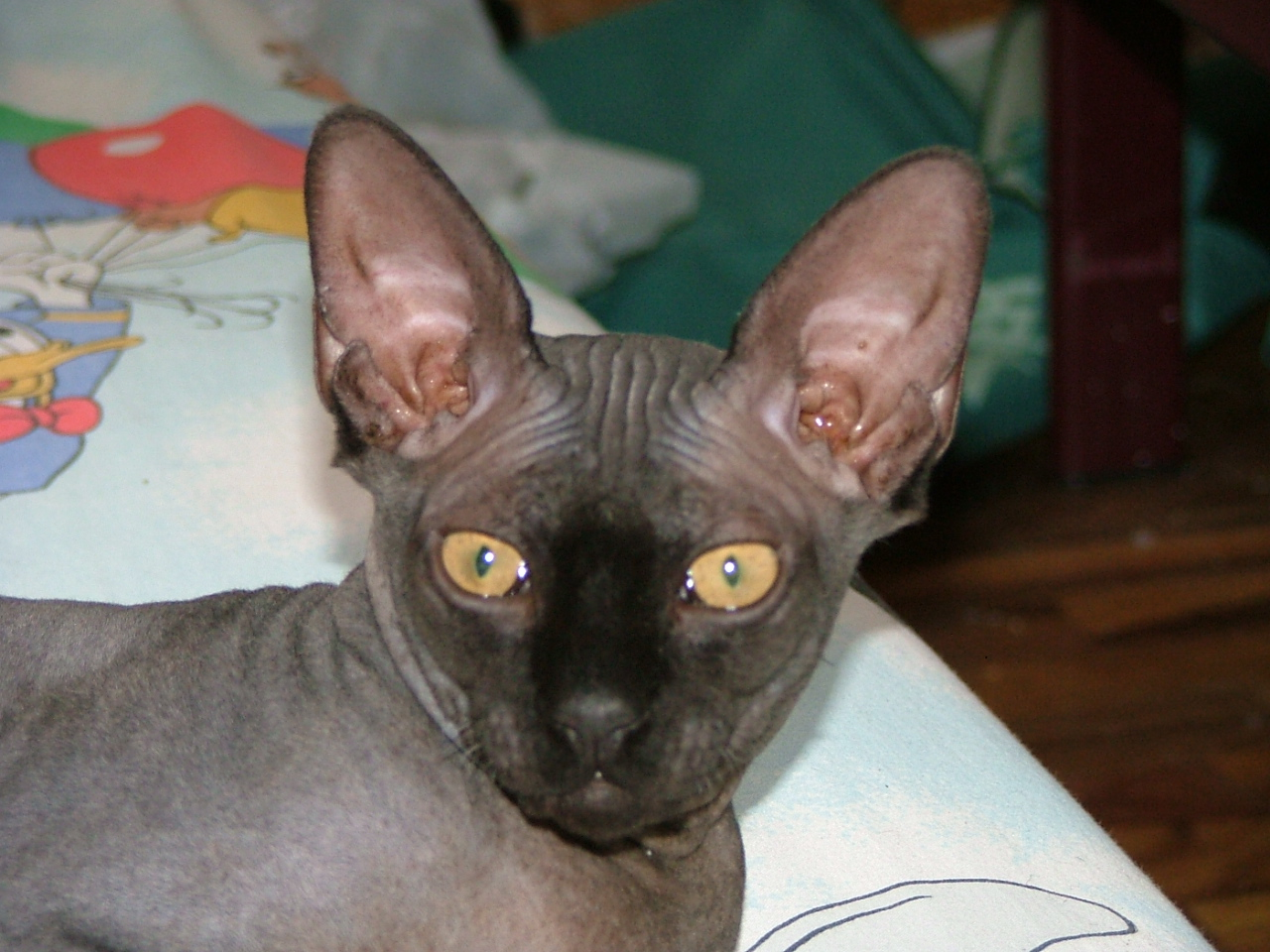
Hlava sphynx

## Původ
Kočky plemene sphynx pocházejí z Kanady, konkrétně z Ontaria, kde se černobílé kočce jménem Elizabeth narodilo mezi koťaty jedno nahé. Chovatelé, matka a syn Bawovi zkřížili kocourka znovu s jeho matkou, narodilo se jim sedm koťat, z toho čtyři byly nahé. Nahá kočka se začala chovat a dnes je mezi ušlechtilými plemeny.